# Perizona magna
Genre
Espèce
Synonymes
- Paroriza magna Koehler & Vaney, 1905[2]
- Paelopatides magna (Koehler & Vaney, 1905)[3]

Statut de conservation UICN

 DD  : Données insuffisantes
Perizona magna est une espèce de concombres de mer de la famille des Synallactidae. Elle n'a été observée que dans les îles Laquedives en Inde.

## Systématique
Plusieurs sources, dont Catalogue of Life et le World Register of Marine Species, considèrent ce taxon comme non valide et classent cette espèce dans le genre Paelopatides sous le taxon Paelopatides magna.